# 火山弹

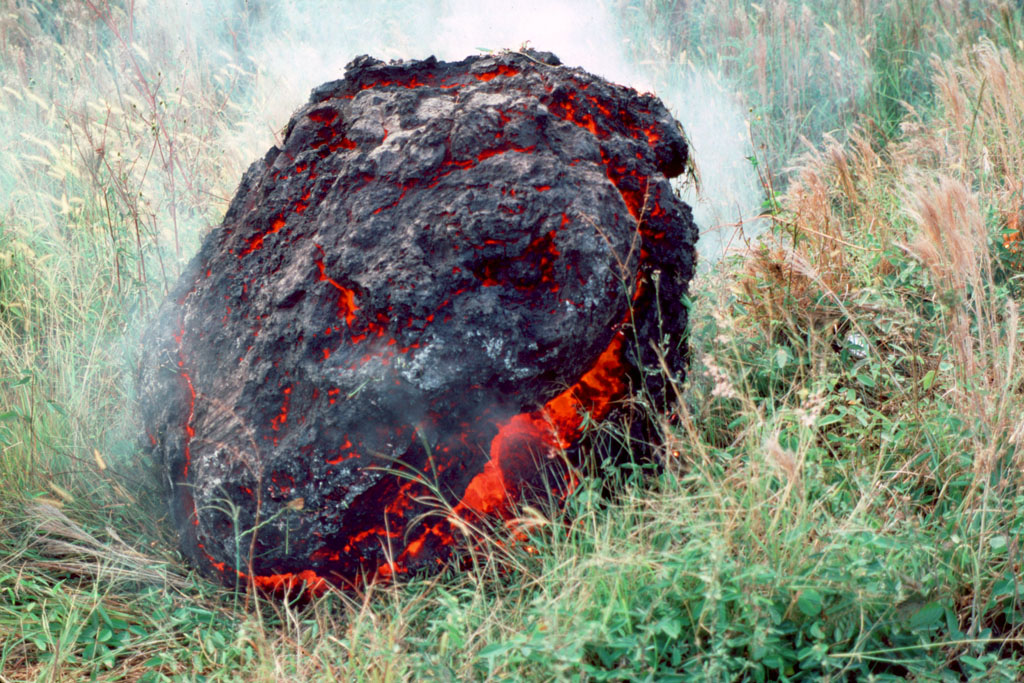
1983 年從夏威夷基拉韋厄火山噴出的熔岩彈。

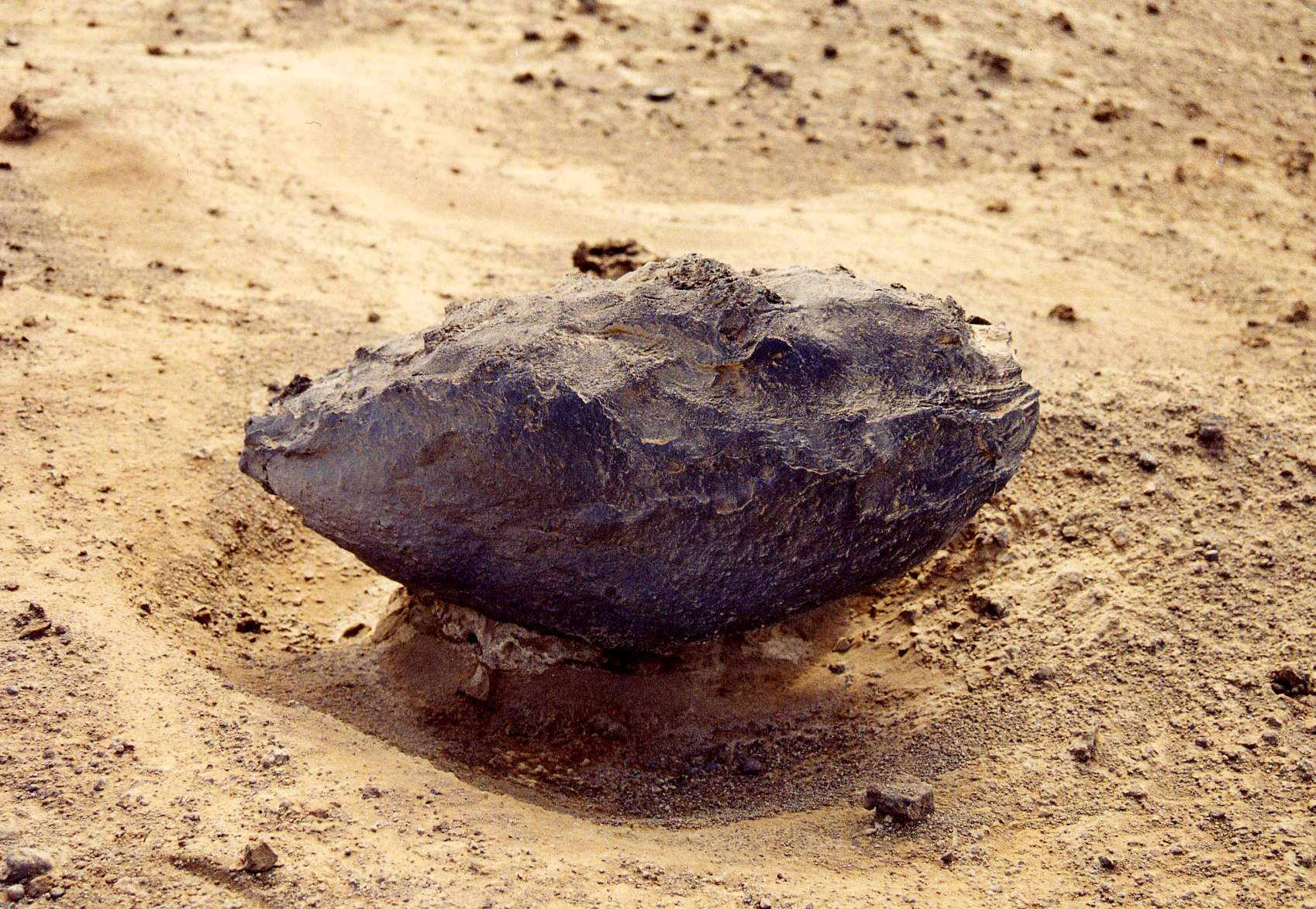
纺锤状火山弹。亚速尔法亚尔岛Capelinhos火山。

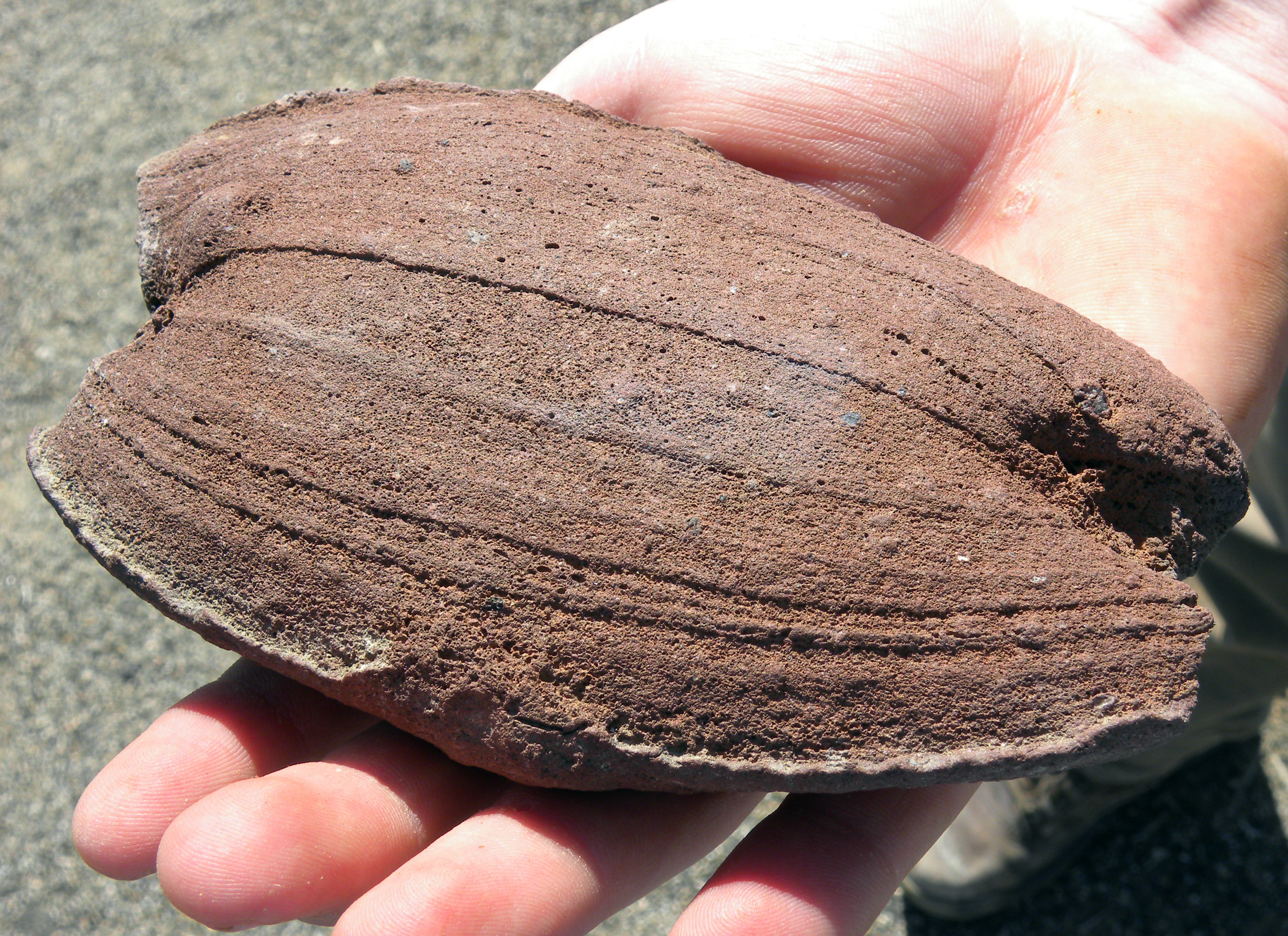
Mojave National Preserve的火山渣锥的火山弹。

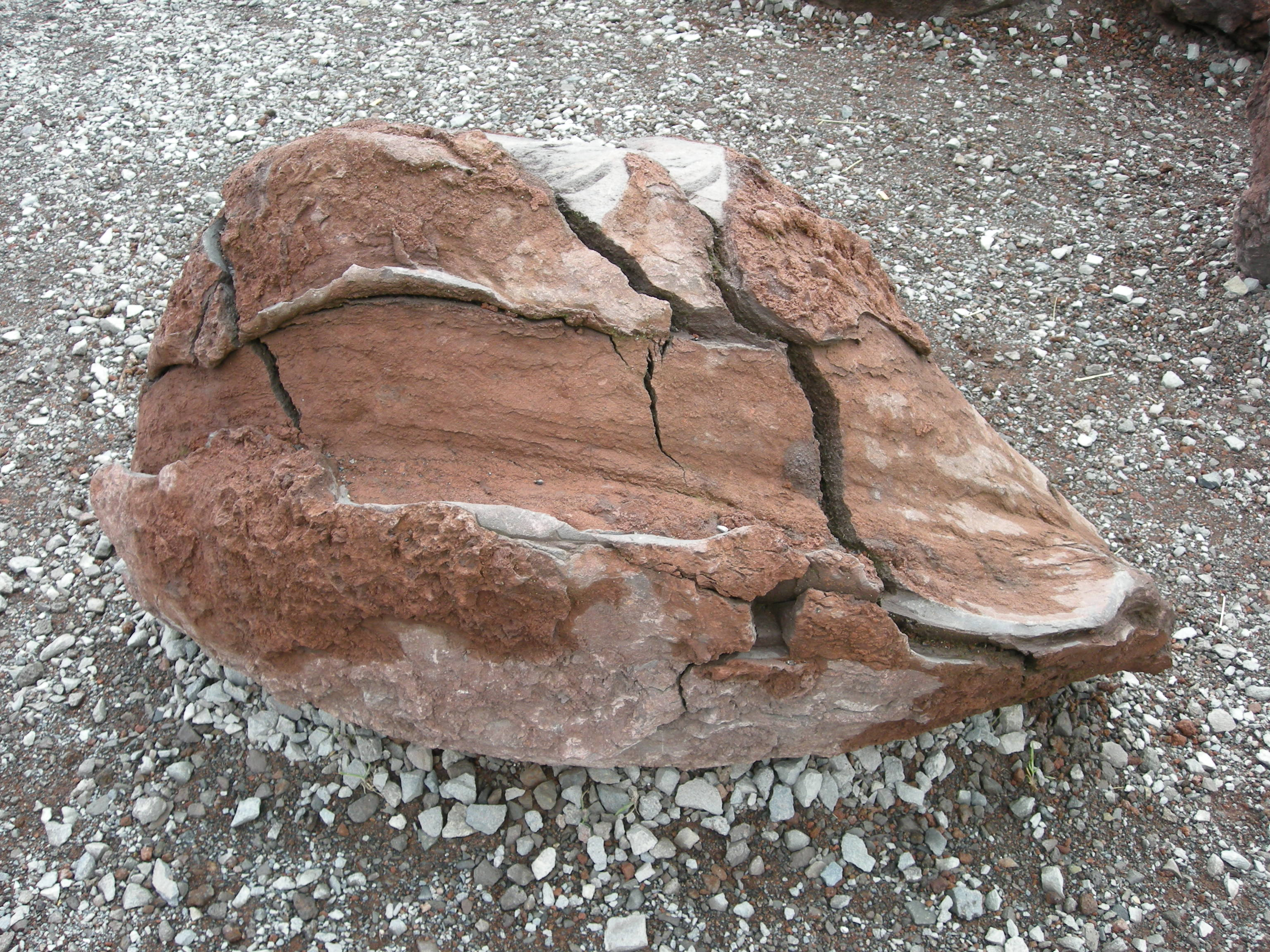
法国多姆山省Vulcania的火山弹。

火山弹是一种熔岩(火山喷发碎屑)直径大于64 mm (2.5 英寸)，由火山熔岩的黏稠部分喷发形成，在落回地面前凝结成固体，没有结晶，属于喷出火成岩。火山弹可以从火山口飞出数千米，经常在飞行中获得空气动力学外形。火山弹可能很大，1935年日本淺間山喷发出的火山弹测得直径5–6 m飞出600m。火山弹的喷发可能会造成严重人员财产损失。1993年哥伦比亚加勒拉斯火山的突然喷发火山弹造成峰顶6人死亡。 
火山弹已知偶尔在冷却时因内部气体压力而爆炸。这一般是“面包皮”型火山弹。 

## 分类

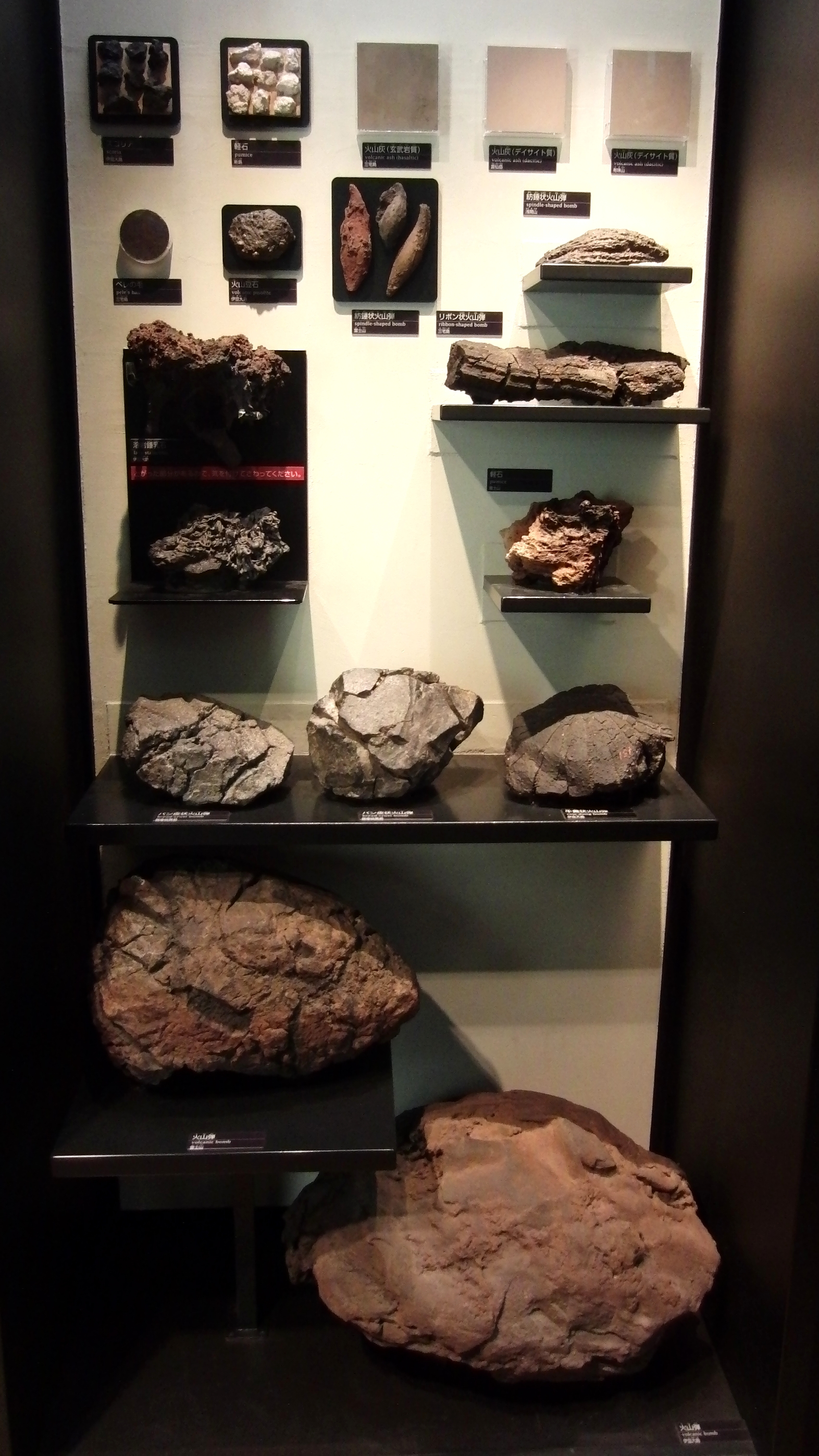
不同的火山弹，在日本东京的国立科学博物馆。

- 圆柱状是高或中等流动岩浆形成，喷出时为不规则串状或滴状，在落回地面撞击瞬间串状断裂为小珠状。火山弹横截面是圆形或扁平，长轴方向带槽，带有平坦囊泡。
- 球状，由高流动熔岩在喷出后的表面张力下形成。
- 纺锤状、杏核状，形成类似于球状，飞行时的自旋使其被拉长。
- 牛粪状，是高流动熔岩从中等高度落地，坠地前没有来得及固体化，因此是平的或溅射状。
- 面包皮状是飞行时外部固化而内部仍为液体时形成。表面的裂纹是内部扩张时形成。
- 核状是岩浆附着在以前喷发时固化熔岩为内核形成。